# Ehrhard Schrader (Politiker)
Ehrhard Schrader (* 12. Mai 1927 in Friedersdorf) war ein deutscher Politiker und Funktionär der DDR-Blockpartei Demokratische Bauernpartei Deutschlands (DBD).
Schrader war der Sohn eines Bauern und wurde Landwirt und Vorsitzender der LPG „Heinrich Heine“ in Wörmlitz im Kreis Burg. Daneben war er Mitglied des Bezirkslandwirtschaftsrates in Magdeburg. Von 1963 bis 1967 gehörte er als Mitglied der DBD-Fraktion der Volkskammer der DDR an.